# Con ông cháu cha
Con ông cháu cha (hay còn gọi là con ông cháu chị, sinh ra ở vạch đích, thành ngữ tiếng Anh tương đương: Born with a silver spoon in your mouth) là một thành ngữ phổ biển ở Việt Nam dùng để chỉ con cháu của những người giàu có, có quyền lực trong xã hội. Những người thuộc diện "con ông cháu cha nhà mặt phố bố làm to" luôn được ưu ái hoặc đặc cách trong học tập, thăng tiến công danh, sự nghiệp hơn những người khác.

## Cáctệ nạn xã hội
Các đối tượng "con ông cháu cha" luôn được ưu tiên trong giáo dục với điểm số học tập thường cao hơn những người khác. Vì vậy, hiện tượng con ông cháu cha học dốt nhưng điểm cao trở nên phổ biến trong xã hội. Những người này còn được ưu ái trong sự nghiệp (đặc biệt khi làm việc ở các cơ quan nhà nước), biểu hiện là không ngừng thăng tiến trong khi bản thân không cần cố gắng nhiều để vươn lên. Điều này, khiến xã hội rối loạn, dư luận bức xúc , khi mà người giỏi cạnh tranh không lại cho nên họ đã bỏ việc. Với đội ngũ con ông cháu cha không đủ năng lực làm việc, xã hội bị kéo chậm lại sự phát triển.
Nhiều vụ việc cũng chứng kiến các đối tượng con ông cháu cha coi thường cả pháp luật, người thi hành công vụ, ăn chơi trác táng, thiếu lành mạnh hay kể cả hút chích ma túy. Trong đó Hoàng tử Harry (Anh) và hoàng tử Abd al-Muhsen bin Walid bin Abd al-Aziz Al Saud (Arab Saudi) là những người đã dính tới vụ bê bối ma túy.

### Campuchia
Thủ tướng hiện tại của Campuchia, ông Hun Manet, là con trai cả của Cựu Thủ tướng Campuchia, ông Hun Sen. Sau khi bổ nhiệm con trai mình lên làm Thủ tướng, ông Hun Sen lui về ghế Chủ tịch Thượng viện Campuchia.

### Hoa Kỳ
Tại Hoa Kỳ cũng có những gia tộc có nhiều người làm lãnh đạo như gia tộc Bush, gia tộc Adams, gia tộc Kennedy, gia tộc Taft, gia tộc Trump.

### Canada
Tại Canada cũng có khoảng 60 gia tộc có truyền thống làm chính trị. 

### Nhật Bản
Thủ tướng Taro Aso là một obo-chan (con ông cháu cha) điển hình khi vừa là cháu ngoại Thủ tướng Shigeru Yoshida (1946-1954), vừa là con rể của Thủ tướng Zenko Suzuki (1980-1982) và cũng là anh vợ của Hoàng thân Tomohito xứ Mikasa - em họ của Nhật hoàng Akihito. Thủ tướng Yasuo Fukuda là con của cựu Thủ tướng Takeo Fukuda, Bộ trưởng Obuchi Yūko là con Thủ tướng Keizō Obuchi. Cựu thủ lĩnh LDP Nakasone có con trai là thượng nghị sĩ và danh sách mối quan hệ như vậy còn dài. Nobusuke Kishi, ông của Shinzo Abe, là Thủ tướng thứ 56 và 57 của Nhật. Dòng họ Hatoyama cũng là một dòng họ chính trị lớn tại Nhật Bản khi Thủ tướng Hatoyama Yukio có em trai là Bộ trưởng Bộ Giáo dục Kunio Hatoyama, có cha là Thủ tướng Iichirō Hatoyama, có ông nội là Chủ tịch Hạ viện Hatoyama Kazuo. Ngoại trưởng Makiko Tanaka là con gái Thủ tướng Kakuei Tanaka

### Hàn Quốc
Tổng thống Park Geun-hye là con gái Tổng thống Park Chung Hee.

### Anh
Nước Anh hiện vẫn có Hoàng gia Anh và các quý tộc với chức vị được cha truyền con nối.
Tại Anh có 70 gia đình có truyền thống tham gia chính trường
Sau đạo luật năm 1999, Thượng viện Anh có 92 nghị viên được kế thừa chức vị theo kiểu cha truyền con nối.

### Pháp
Nổi tiếng nhất tại Pháp là gia tộc Debré, gia tộc De Gaulle, gia tộc Mitterrand, gia tộc Casimir-Perier. Bên cạnh đó, Tổng thống Nicolas Sarkozy có con trai là Jean Sarkozy đang là ủy viên Hội đồng thành phố Hauts-de-Seine (2008-2015)

## Các giải pháp hạn chế tình trạng con ông cháu cha
Để đánh giá đúng năng lực làm việc trong các cơ quan nhà nước thì cần phải có kỳ thi tuyển công chức công khai, minh bạch và công bằng.